# Tanioka Kumi
Tanioka Kumi (谷岡 久美 Kumi Tanioka, sinh ngày 29 tháng 8 năm 1974) là một nhà soạn nhạc và nghệ sĩ dương cầm người Nhật Bản. Sinh tại Hiroshima, Nhật Bản, cô ấy tốt nghiệp từ trường đại học Kobe với bằng biểu diễn âm nhạc và bắt đầu làm việc như một nhà soạn nhạc trò chơi điện tử vào năm 1998. Cô ấy đã tham gia nhà phát triển và nhà xuất bản trò chơi điện tử Square cùng năm đó, và làm việc trên 15 trò chơi cho họ trước khi rời đi để hoạt động như một nhà soạn nhạc độc lập vào năm 2010.
Kumi được biết đến nhiều nhất khi sáng tác cho series Final Fantasy Crystal Chronicles. Kumi có phong cách "âm nhạc thế giới", theo đó cô ấy kết hợp các nhạc cụ từ các nơi khác nhau trên thế giới thành một âm thanh gắn kết. Cô ấy cũng thích kết hợp âm nhạc piano vào các bản nhạc phim của mình, mà cô ấy thường tự biểu diễn, vì cô ấy đã từng thực hiện với tư cách là một phần của The Star Onion, một nhóm nhạc tập trung vào việc sắp xếp âm nhạc của Final Fantasy XI cũng như tại các buổi hòa nhạc khác nhau.

## Tiểu sử

### Đầu đời
Kumi sinh ra ở Hiroshima, Nhật Bản, nơi cô học nhạc và sáng tác khi còn đi học và thích nghe nhạc trò chơi điện tử khi em trai cô là một game thủ. Trong số các nhà soạn nhạc mà cô quen thuộc có các nhân viên của Square là Sakimoto Hitoshi, Uematsu Nobuo và Ito Kenji. Các nhà soạn nhạc cổ điển yêu thích của cô vào thời điểm đó là Piotr Paleczny và Uehara Hiromi. Tanioka theo học Đại học Kobe, nơi cô học nhạc và tham gia một dàn hợp xướng. Cô tốt nghiệp với bằng biểu diễn âm nhạc. Mặc dù cô ấy đã lên kế hoạch biểu diễn âm nhạc như một sự nghiệp, trong thời gian học đại học, cô ấy đã bắt đầu quan tâm đến việc sáng tác hơn là biểu diễn và sáng tác trò chơi điện tử vì những trải nghiệm thời thơ ấu của cô ấy. Sau khi tốt nghiệp, cô gia nhập Square (nay là Square Enix) với tư cách là một nhà soạn nhạc vào năm 1998.

### Sự nghiệp
Điểm số đầu tiên của cô là nhạc phim The Fallen Angels năm 1998, của nhà phát triển Steel Hearts, cô đã sáng tác cùng Masaki Izutani. Cùng năm đó, cô gia nhập Square và sáng tác nhạc nền đầu tiên cho họ trong một trò chơi trong series Chocobo, Chocobo's Dungeon 2, với Kawakami Yasuhiro, Sekito Tsuyoshi và Ito Kenji. Tác phẩm thứ hai của cô trong loạt phim cũng là nhạc phim solo đầu tiên của cô, đó là Dice de Chocobo, một trò chơi điện tử chuyển thể từ một board game. Cô đã sáng tác cho hai dự án khác trong hai năm tiếp theo, All Star Pro-Wrestling cùng với Sekito Tsuyoshi, Fukui Kenichiro và Blue Wing Blitz do chính cô thực hiện. Vai trò sáng tác chính đầu tiên của cô là vào năm 2002, khi cô là một trong ba nhà soạn nhạc được chọn để viết nhạc phim cho Final Fantasy XI. Mặc dù cô ấy không đóng góp nhiều hơn một bài hát trong nhiều bản mở rộng của trò chơi, trong thời gian này, cô đã tham gia The Star Onion, một ban nhạc do các nhà soạn nhạc Square Enix sắp xếp và biểu diễn âm nhạc trong Final Fantasy XI. Nhóm đã phát hành hai album cho đến nay.
Sau Final Fantasy XI, Kumi trở lại series Chocobo để sắp xếp nhạc nền Dice de Chocobo của cô ấy cho bản làm lại của trò chơi, Chocobo Land: A Game of Dice. Tuy nhiên, sau đó, cô ấy đã sáng tác nhạc nền cho Final Fantasy Crystal Chronicles, dẫn đến việc cô ấy phải sáng tác nhạc phim cho năm trò chơi khác trong series. Giữa các trò chơi, cô ấy đã làm việc trên các bản nhạc phim cho Code Age Commanders, Code Age Brawls, Project Sylpheed, và Final Fantasy Fables: Chocobo's Dungeon. Vào ngày 28 tháng 2 năm 2010, Kumi tuyên bố rời Square Enix, theo sau một số nhà soạn nhạc Square Enix khác như Fukui Kenichiro, Nakano Junya và Hamauzu Masashi; cô tham gia vào nhóm của nhà soạn nhạc GE-ON-DAN cùng với nhiều nhà soạn nhạc khác như Junya. Năm 2011, cô trở thành một trong những thành viên sáng lập của Ringmasters, một nhóm các nghệ sĩ và nhà soạn nhạc không độc quyền trên toàn thế giới, mặc dù sau đó cô đã rời nhóm. Năm 2011, cô đã sáng tác nhạc cho truyện tương tác trên iOS, Snow White, The Ugly Duckling, và Hansel and Gretel, trước khi thành lập công ty độc lập của riêng mình, Riquismo, vào tháng 8 năm 2012. Riquismo không phải là một studio đầy đủ, và Kumi tiếp tục hoạt động độc lập. Kumi đã nói rằng cô ấy quyết định trở thành một nhà soạn nhạc tự do vì cô muốn viết cho nhiều đối tượng hơn. Kể từ khi thành lập, cô đã sáng tác nhạc cho Ragnarok Odyssey, cô đã viết nhạc độc lập với bất kỳ bản nhạc nào trước đó trong loạt Ragnarok, và MA.YU.MO.RI.
Không giống như nhạc phim của các trò chơi Final Fantasy được đánh số, không có bài hát nào từ Crystal Chronicles hoặc nhạc phim Chocobo xuất hiện trong bất kỳ album tổng hợp nào do Square Enix sản xuất. Các bài hát trong cả hai series cũng không xuất hiện trong bất kỳ buổi hòa nhạc chính thức nào của Final Fantasy, mặc dù "Morning Sky" từ nhạc phim Crystal Chronicles đã được phát trong buổi biểu diễn Games in Concert đầu tiên ở Utrecht, Hà Lan vào ngày 26 tháng 11 năm 2006. Nó được biểu diễn bởi Floor Jansen của ban nhạc After Forever và Metropole Orchestra.

## Phong cách âm nhạc và ảnh hưởng

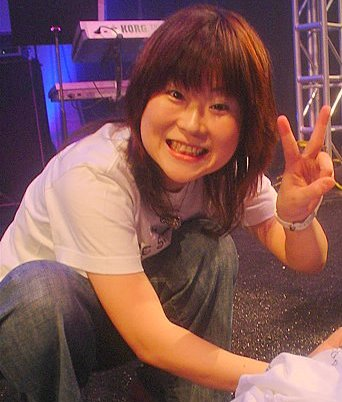
Kumi vào năm 2007

Phong cách đặc trưng của Tanioka Kumi, đặc biệt đối với các trò chơi Crystal Chronicles, là "âm nhạc thế giới". Cô ấy đã mô tả phong cách âm nhạc cho nhạc nền của Final Fantasy Crystal Chronicles là dựa trên "các nhạc cụ cổ". Nhạc nền sử dụng rộng rãi nhiều nhạc cụ thời trung cổ và phục hưng như máy ghi âm, kèn crumhorn và đàn lute, tạo cảm giác mộc mạc đặc biệt, đồng thời cũng tuân theo các thông lệ và phong cách âm nhạc thời trung cổ. Cô ấy nói rằng ý tưởng đến với cô ấy khi xem các hình minh họa về thế giới trò chơi, điều này đã cho cô ấy ý tưởng tạo ra "âm nhạc thế giới", nơi các bản nhạc sẽ "không [bị] giới hạn ở một quốc gia hoặc nền văn hóa nào". Cô ấy cảm thấy rằng các nhạc cụ cụ thể không nhất thiết phải gắn liền với một khu vực địa lý cụ thể và cố gắng xem, chẳng hạn, một nhạc cụ Ấn Độ và một nhạc cụ Celtic có thể hoạt động với nhau như thế nào.
Đối với nhạc phim Ring of Fates, Kumi đã cố gắng tập trung vào việc "tạo ra một cảnh quan mới có cùng bầu không khí". Cô quay lại sử dụng các nhạc cụ theo "cách thức dân tộc" một lần nữa trong việc sáng tác nhạc phim cho Echoes of Time. Phần trình diễn piano trong nhạc phim Ring of Fates do Kumi Tanioka thực hiện. Cô đã tự mình biểu diễn chứ không sử dụng một nghệ sĩ biểu diễn bên ngoài như hầu hết các bản nhạc phim của Final Fantasy đã thực hiện chủ yếu vì cô ấy "thích chơi piano", và chúng được thực hiện mà không có bất kỳ bản nhạc nào, thay vào đó cô ấy thích ngẫu hứng hơn. Cô đã học rất nhiều piano khi còn nhỏ và liệt kê piano và nhạc hợp xướng là những yếu tố ảnh hưởng lớn nhất đến phong cách âm nhạc của cô. Cô ấy cũng tuyên bố đã bị ảnh hưởng bởi âm nhạc từ nhiều nền văn hóa khác nhau, như âm nhạc Indonesia, Ireland và Bali. Kumi đã biểu diễn trực tiếp tại một số sự kiện, bao gồm VanaCon theo chủ đề Final Fantasy XI năm 2011 hoặc Tokyo Game Show năm 2021 cho Final Fantasy Crystal Chronicles Remaster; cô thích biểu diễn trực tiếp vì cô cảm thấy nó kết nối cô ấy với phản ứng của người nghe đối với âm nhạc của cô, không giống như khi sáng tác, nơi cô chỉ có thể tưởng tượng phản ứng của khán giả khi nghe nhạc của mình.

## Công việc
Trò chơi điện tử
- The Fallen Angels (1998) – với Izutani Masaki
- Chocobo's Dungeon 2 (1998) – với Kawakami Yasuhiro, Sekito Tsuyoshi, và Ito Kenji
- Dice de Chocobo (1999)
- All Star Pro-Wrestling (2000) – với Sekito Tsuyoshi và Fukui Kenichiro
- Blue Wing Blitz (2001)
- Final Fantasy XI (2002) – với Mizuta Naoshi và Uematsu Nobuo
- Chocobo Land: A Game of Dice (2002)
- Final Fantasy Crystal Chronicles (2003) – với Iwasaki Hidenori
- Code Age Commanders (2005) – với Yamanaka Yasuhiro
- Code Age Brawls (2006)
- Project Sylpheed (2006) – với Nakano Junya, Fukui Kenichiro, Nishi Takahiro, và Ozaki Keigo
- Final Fantasy Crystal Chronicles: Ring of Fates (2007)
- Final Fantasy Fables: Chocobo's Dungeon (2008) – với Mizuta Naoshi, Nakano Junya, Hamauzu Masashi, Ito Kenji, Kawashima Ai, và Takahashi Yuzo
- Final Fantasy Crystal Chronicles: My Life as a King (2008)
- Final Fantasy Crystal Chronicles: Echoes of Time (2009)
- Final Fantasy Crystal Chronicles: My Life as a Darklord (2009)
- Final Fantasy Crystal Chronicles: The Crystal Bearers (2009) – với Iwasaki Hidenori và Yamazaki Ryo
- Mario Sports Mix (2010) – với Soken Masayoshi
- Half-Minute Hero: The Second Coming (2011) – với một số người khác
- Harvest Moon: A New Beginning (2012)
- Ragnarok Odyssey (2012)
- MA.YU.MO.RI (2013)
- Super Smash Bros. for Nintendo 3DS and Wii U (2014) – sắp xếp với một số người khác
- Kakuriyo no Mon (2015) – (Chỉ sáng tác "神代より伝わりし伝承")[13]
- Airship Q (2015)
- Super Smash Bros. Ultimate (2018) – sắp xếp với một số người khác
- Hyrule Warriors: Age of Calamity (2020) – với một số người khác
- Minecraft: Caves & Cliffs (2021) - với Lena Raine[14]